# Buena Vista (Las Marías)
Buena Vista es un barrio ubicado en el municipio de Las Marías, Puerto Rico. Según el censo de 2020, tiene una población de 602 habitantes.

## Geografía
El barrio está ubicado en las coordenadas 18°15′3″N 66°57′44″O / 18.25083, -66.96222 (18.250697, -66.962091). Según la Oficina del Censo de los Estados Unidos, tiene una superficie total de 11.5 km², de la cual 11.4 km² corresponden a tierra firme y 0.1 km² son agua.

## Demografía
Según el censo de 2020, hay 602 personas residiendo en el barrio. La densidad de población es de 54.5 hab./km². El 21.76% de los habitantes son blancos, el 1.00% son afroamericanos, el 1.16% son amerindios, el 22.26% son de otras razas y el 53.82% son de una mezcla de razas. Del total de la población, el 99.67% son hispanos o latinos de cualquier raza.